# 國際水協會
國際水協會（英語：International Water Association, IWA），是成立於1999年的國際非營利組織。該機構的總部設在英國倫敦，並於北京、布加勒斯特、內羅畢、新加坡和華盛頓特區等地設有辦事處。國際水協會的目標涵蓋整個水循環過程，包括數位水系統（Digital Water）、未來水流域發展（Basins of the Future）、未來城市（Cities of the Future）、供水和衛生設施服務（Water and Sanitation Services）等四項計畫，致力於實現聯合國永續發展目標和因應氣候變遷對供水造成的威脅。
國際水協會的會員包括科技、供水和汙水處理公司、基礎設施工程和諮詢等領域的相關利益團體，以及科學家和研究人員等四種會員類型（個人、學生、企業和理事），有約10,000名個人和500個團體會員。由IWA所舉辦每年一度的盛事，包括世界水監測日，其目的是建立大眾的公共意識和參與，給予世界各地的水資源保護。

## 歷史
國際水協會的前身是成立於1947年6月的國際供水協會（International Water Supply Association, IWSA）和1962年成立的國際水污染研究協會的國際水質協會（International Association on Water Quality, IAWQ），兩個在事業、文化和工作方式相異的組織於1999年9月7日合併建立國際水協會，成為專注於整個水循環系統的國際組織。
2015年3月，AquaRating宣布成為全球首個水行業評級機構，並建立供、排水績效評估的國際標準，該標準由美洲開發銀行和國際水協會共同制定。2016年9月1日，世界銀行和國際水協會宣布就減少輸水損失建立合作夥伴關係。

## 目標

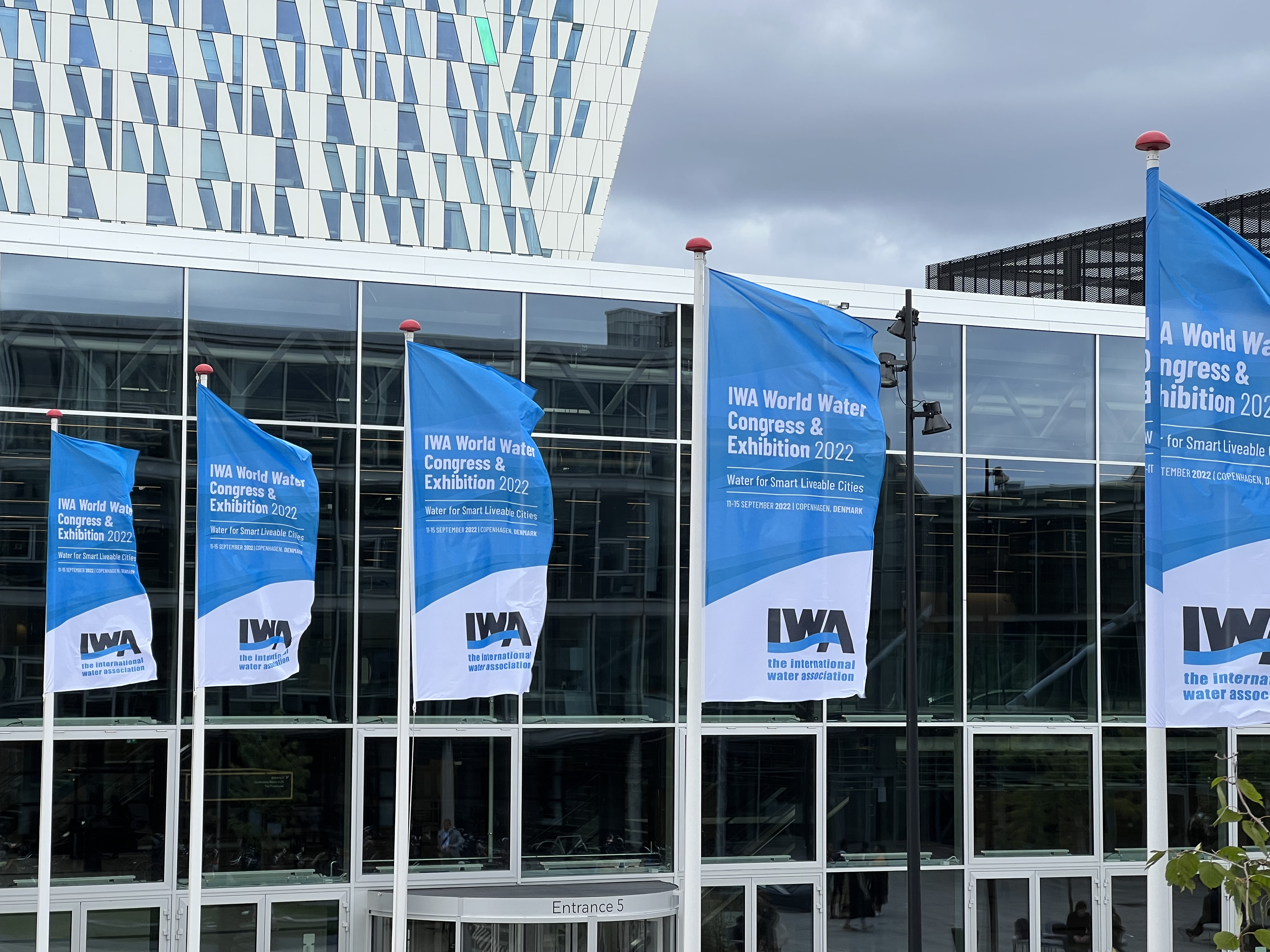
2022年9月，丹麥哥本哈根哥本哈根貝拉中心舉行的世界水大會暨展覽會入口處旗幟

國際水協會的理念是成為專業水務人士之間的全球網路，並推廣永續水資源管理和實現方式。協會共有四種會員：個人、學生、企業和理事會員。目前約有10,000名個人會員及500家企業會員，理事會員則遍布約80個國家和地區。
國際水協出版社（IWA Publishing）成立於1999年，是國際水協會的全資子公司，提供水、廢水和相關環境領域的資訊服務。出版項目包括《The Source》（協會會刊）和一系列同行評審期刊（如《水科學與技術》、《水文研究》（Hydrology Research）、《水研究》）、書籍、研究報告、實踐手冊、線上資源等。
國際水協會每年舉辦40多場有關水資源管理的專家會議和研討會，包括世界水大會暨展覽會（World Water Congress & Exhibition, WWCE）和水發展大會暨展覽會（Water and Development Congress & Exhibition）。
國際水協會訂有四項計畫：
- 未來水流域發展（Basins of the Future[10]，水安全（英语：Water security））
- 未來城市（Cities of the Future[11]，都市代謝（英语：Urban metabolism）和永續城市）
- 供水和衛生設施服務（Water and Sanitation Services[12]，汙水處理）
- 水資源政策和法規（Water policy and regulation[13]）

## WWCE
| 屆次 | 名稱                                                                | 日期                    | 地點                                                             | 備註                                                            | 參考資料     |
| ---- | ------------------------------------------------------------------- | ----------------------- | ---------------------------------------------------------------- | --------------------------------------------------------------- | ------------ |
| 1    | 第一屆世界水大會 1st IWA World Water Congress                       | 2000年7月3－7月7日      | 法國巴黎                                                         |                                                                 | [ 1 ] [ 2 ]  |
| 2    | 第二屆世界水大會 2nd IWA World Water Congress                       | 2001年10月15－10月19日  | 德国柏林                                                         |                                                                 | [ 1 ]        |
| 3    | 第三屆世界水大會 3rd IWA World Water Congress                       | 2002年4月7日－4月12日   | 墨爾本                                                           | 合併2002年環境展覽會（Enviro 2002 Convention & Exhibition）舉行 | [ 1 ] [ 7 ]  |
| 4    | 第四屆世界水大會暨展覽會 4th IWA World Water Congress & Exhibition  | 2004年9月19日－9月24日  | 摩洛哥馬拉喀什                                                   |                                                                 | [ 1 ]        |
| 5    | 2006年世界水大會暨展覽會 2006 IWA World Water Congress & Exhibition | 2006年9月10日－9月14日  | 中华人民共和国北京市北京國際會議中心                             |                                                                 | [ 1 ]        |
| 6    | 2008年世界水大會暨展覽會 2008 IWA World Water Congress & Exhibition | 2008年9月7日－9月12日   | 奥地利維也納維也納奧地利中心                                     |                                                                 | [ 1 ]        |
| 7    | 2010年世界水大會暨展覽會 2010 IWA World Water Congress & Exhibition | 2010年9月19日－9月23日  | 加拿大蒙特婁蒙特婁會議中心                                       |                                                                 | [ 1 ] [ 2 ]  |
| 8    | 2012年世界水大會暨展覽會 2012 IWA World Water Congress & Exhibition | 2012年9月16日－9月21日  | 釜山廣域市釜山會展中心                                           |                                                                 | [ 1 ]        |
| 9    | 2014年世界水大會暨展覽會 2014 IWA World Water Congress & Exhibition | 2014年9月21日－9月26日  | 葡萄牙里斯本里斯本展覽會議中心（Centro de Congressos de Lisboa） |                                                                 | [ 1 ] [ 14 ] |
| 10   | 2016年世界水大會暨展覽會 2016 IWA World Water Congress & Exhibition | 2016年10月9日－10月14日 | 布里斯本布里斯本會展中心                                         |                                                                 | [ 1 ] [ 15 ] |
| 11   | 2018年世界水大會暨展覽會 2018 IWA World Water Congress & Exhibition | 2018年9月16日－9月21日  | 日本東京都東京國際展示場                                         |                                                                 | [ 16 ]       |
| 12   | 2022年世界水大會暨展覽會 2022 IWA World Water Congress & Exhibition | 2022年9月11日－9月15日  | 丹麦哥本哈根哥本哈根貝拉中心                                     | 因2019冠狀病毒病疫情而將原訂於2020年舉辦的大會延期至2022年      | [ 6 ]        |
| 13   | 2024年世界水大會暨展覽會 2024 IWA World Water Congress & Exhibition |                         |                                                                  |                                                                 |              |

## 外部連結
- 國際水協會（英文）